# Laudakia lehmanni
Laudakia lehmanni är en ödleart som beskrevs av  Alexander Nikolsky 1896. Laudakia lehmanni ingår i släktet Laudakia och familjen agamer. IUCN kategoriserar arten globalt som livskraftig. Inga underarter finns listade i Catalogue of Life.